# Simodrive Posmo
Simodrive Posmo ist eine von der Firma Siemens entwickelte dezentrale Antriebstechnik mit Servomotoren, die z. B. zum Antrieb von automatisierten Produktionsmaschinen dienen kann. Die Kommunikationsanbindung der dezentralen Servoeinheiten erfolgt über Profibus.
Insgesamt gibt es drei Varianten. Für kleine Leistungen stehen 24-V- und 48-V-Gleichstromtypen (Posmo A) zur Verfügung, bei denen die Leistungselektronik integriert ist. Für größere Leistungen gibt es die Variante Posmo CD, mit einer zentralen Gleichstromeinspeisung (560–600 V) und dezentraler Leistungs- und Steuerungselektronik, die entweder direkt an einem Servomotor (Posmo SI, 1,6 – 4,4 kW) befestigt ist oder dezentral in Nähe des Antriebs angebracht wird. Dies ermöglicht den Einsatz herkömmlicher und in großer Auswahl zur Verfügung stehender Servomotoren. Bei der Variante Posmo CA werden die dezentralen Umrichter direkt aus dem 400 Volt Dreiphasen-Wechselstromnetz versorgt.
Mit diesem System wird der Aufwand für die Verdrahtung erheblich gesenkt. Gegenüber einem zentralen Antriebskonzept können die Kosten für Schaltschränke und Kühlung erheblich gesenkt werden.

## Einzelnachweis
1. ↑  SIMODRIVE POSMO A Benutzerhandbuch Dezentraler Positioniermotor am PROFIBUS–DP. Siemens, August 2001, S. 230, archiviert vom Original am 20. März 2005; abgerufen am 26. Juni 2013.